# Березняки (Мядельський район)
Березняки (біл. вёска Березняки) — село в складі Мядельського району Мінської області, Білорусь. Село підпорядковане Мядзельській сільській раді, розташоване в північній частині області.